# الغرائر (إب)

تعديل مصدري - تعديل

الغرائر محلة تابعة لقرية اللفج، التابعة لعزلة حرد بمديرية إب إحدى مديريات محافظة إب في الجمهورية اليمنية.، بلغ تعداد سكانها 41 حسب تعداد اليمن لعام 2004.